# Собелл, Мортон
Мортон Собелл (англ. Morton Sobell) — американский инженер и агент разведки СССР.

## Биография
Родился 11 апреля 1917 года в Нью-Йорке, США. Оперативный псевдоним «Коно». Был главным радиоинженером компании «Дженерал электрик» и возглавлял научно-исследовательскую группу по радиолокаторам сантиметрового диапазона. Передал в Москву более 40 научно-исследовательских работ на нескольких тысячах страниц. Также Мортон регулярно информировал Москву о заседаниях Координационного комитета США по радиотехнике. От него поступили и первые сведения о создании американцами системы управления ракетами — носителями атомных боезарядов.
Был арестован агентами ФБР в середине августа 1950 в Мексике и стал третьим обвиняемым на одном процессе с супругами Розенберг.
Был признан виновным в шпионаже в пользу Советского Союза и приговорён к 30-ти годам лишения свободы. Освобожден в 1969 году, проведя 17 лет и 9 месяцев в тюрьме Алькатрас.
Как и Розенберги, Собелл был убежденным коммунистом. В 2018 году он сказал Wall Street Journal: "Я поставил не на ту лошадь".